# Deutsche Botschaft Tunis
Die Deutsche Botschaft Tunis ist die offizielle diplomatische Vertretung der Bundesrepublik Deutschland in der Tunesischen Republik.

## Lage und Gebäude
Die Botschaft liegt direkt am See von Tunis (Lac de Tunis) in Nachbarschaft der Gebäude des Generalsekretariats des Rats Arabischer Innenminister und des Büros des Welternährungsprogramms (WFP) für Libyen. Die Straßenadresse lautet: Impasse du Lac Windermere 1, 1053 Les Berges du Lac, Tunis.
Das 10 km entfernte Außenministerium ist in 20 Minuten erreichbar. während der internationale Flughafen Tunis (Aéroport International de Tunis-Carthage) nur gut 5 km (10 Minuten) entfernt ist. Es bestehen Fährverbindungen nach Italien (Genua, Salerno, Palermo, Trapani), deren Anleger 13 km (20 Minuten) entfernt ist.
Die Kanzlei der Botschaft ist in einem mehrgeschossigen Gebäude untergebracht, das in den Jahren 2011 bis 2014 von einem örtlichen Investor errichtet wurde und angemietet ist.

## Auftrag und Organisation
Die Botschaft Tunis hat den Auftrag, die bilateralen Beziehungen zum Gastland Tunesien zu pflegen, die deutschen Interessen gegenüber der tunesischen Regierung zu vertreten und die Bundesregierung über Entwicklungen im Gastland zu unterrichten.
Die Botschaft gliedert sich in die Referate Politik, Wirtschaft, Kultur, Arbeit und Soziales, Presse sowie wirtschaftliche Zusammenarbeit und Entwicklung. An der Botschaft besteht ferner ein Militärattachéstab.
Die Botschaft erledigt alle konsularischen Dienstleistungen für in Tunesien ansässige deutsche Staatsangehörige. Ein telefonischer Rufbereitschaftsdienst besteht für konsularische Notfälle außerhalb der Dienstzeit. Die Botschaft unterhält eine Visastelle zur Erteilung von Einreisegenehmigungen für tunesische Staatsangehörige. Die Antragstellung für Schengen-Visa erfolgt über ein privates Dienstleistungszentrum.
Auf der Insel Djerba ist ein Honorarkonsul der Bundesrepublik Deutschland bestellt und ansässig (Avenue Habib Bourguiba, 4116 Djerba Midoun).
Nach Evakuierung im Jahr 2014 arbeitete der Reststab der Botschaft Tripolis in den Räumen der Botschaft Tunis. Die Dienstgeschäfte der Botschaft Tripolis (Libyen) im Bereich aller Rechts- und Konsularangelegenheiten werden vorübergehend von der Botschaft Tunis aus wahrgenommen.
Die Botschaft engagiert sich aktiv am Gedenken an die Opfer von Krieg und Gewaltherrschaft und der Pflege des deutschen Soldatenfriedhofs Bordj-Cedria in Erriadh.

## Geschichte
Tunesien wurde als ehemalige Kolonie Frankreichs am 20. März 1956 unabhängig. Die Bundesrepublik Deutschland eröffnete am 11. September 1956 eine Botschaft in Tunis.
Die DDR unterhielt seit 1963 eine offiziellen Handelsvertretung in Tunis. Nach Aufnahme der diplomatischen Beziehungen mit Tunesien am 17. Dezember 1972 wurde eine Botschaft eröffnet, die mit dem Beitritt der DDR zur Bundesrepublik Deutschland 1990 geschlossen wurde.